# Pfennig
 (octobre 2024).
Si vous disposez d'ouvrages ou d'articles de référence ou si vous connaissez des sites web de qualité traitant du thème abordé ici, merci de compléter l'article en donnant les références utiles à sa vérifiabilité et en les liant à la section « Notes et références ».

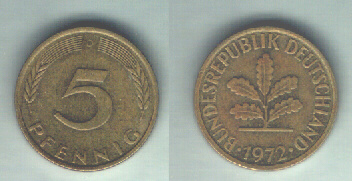
Pièce de 5 pfennig d'Allemagne de l'Ouest reconnaissable aux feuilles de chêne.

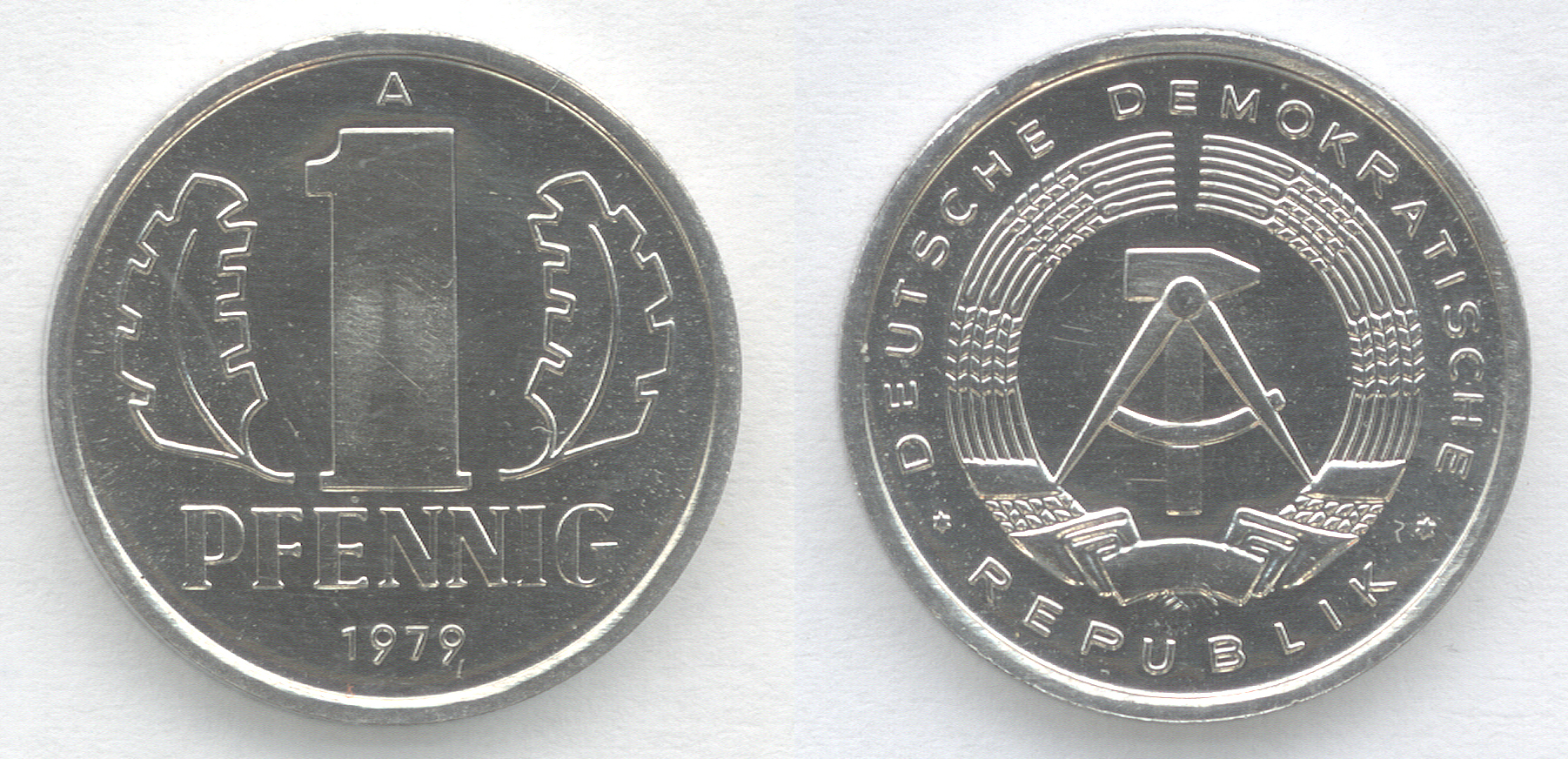
Pièce d'un pfennig de RDA.

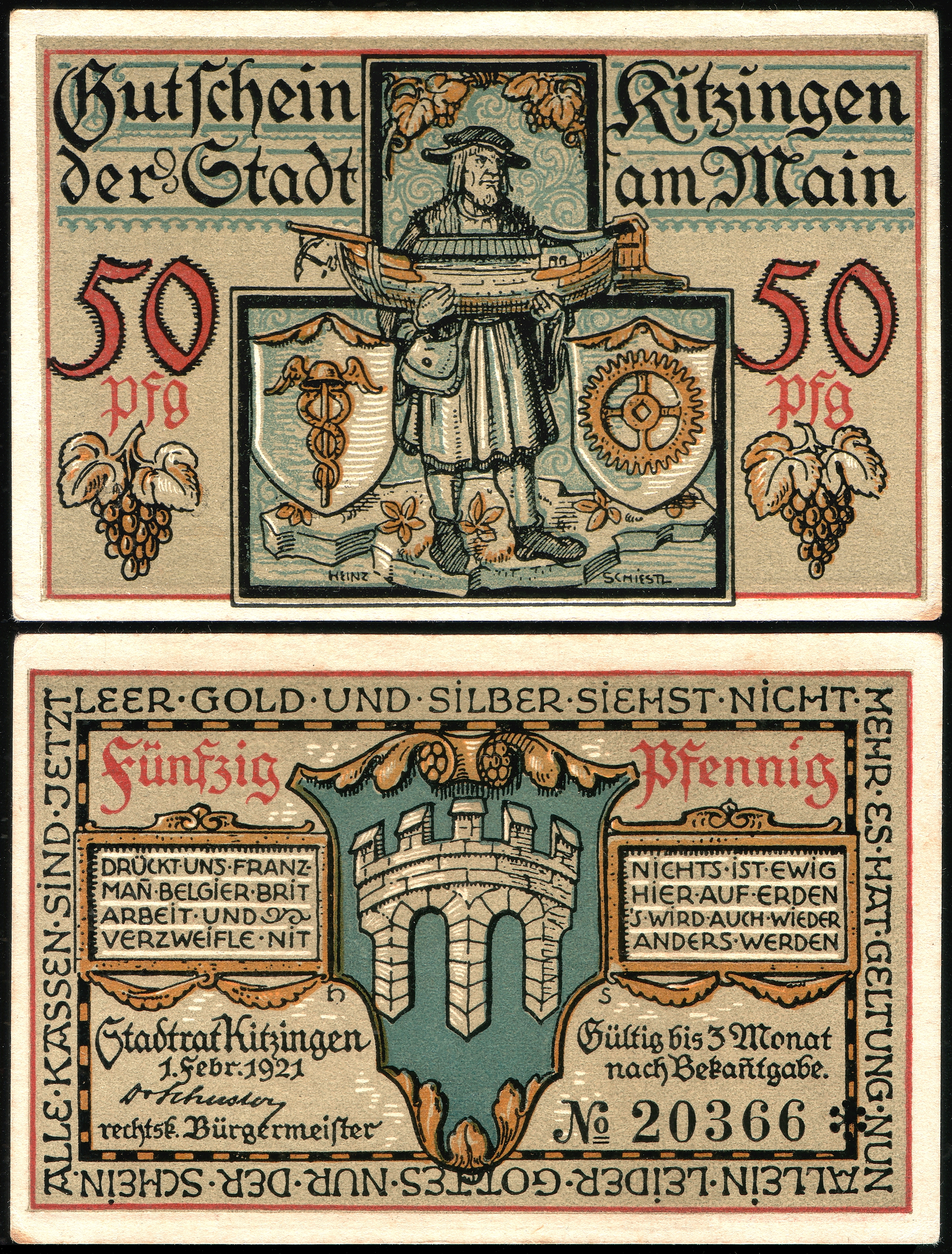
Les deux faces d'un billet de 50 pfennigs de monnaie de nécessité émis sous la république de Weimar en 1921.

Le pfennig était une subdivision du Deutsche Mark et des monnaies allemandes antérieures.

## Historique
Le nom apparaît au Moyen Âge : Charlemagne fit frapper des pièces d'argent en deniers, d'une valeur de 1/240e de livre ; par la suite différentes unités monétaires coexisteront au point que les commerçants définiront une subdivision commune des différentes monnaies, dont : la grosse, le denier fort, la livre, le taaler (unité servant à compter ou mesurer le poids).
Cette division commune des unités monétaires principales usuelles fut appelée suivant les régions penning, pending, pfanding ou penny et utilisant différents multiples tous fondés sur la valeur initiale du denier (ou denarius en latin, les subdivisions ou multiples étant nommés en ajoutant un qualificatif latin après ce mot), définie par son poids en métal précieux. Ainsi le denier était une unité de référence connue permettant les conversions de nombre de monnaies européennes, sans toutefois qu'il s'impose comme monnaie principale. Le besoin constant du sous-multiple du denier comme référence explique l'utilisation croissante du sous-multiple, le penning.
Ceci explique l'utilisation de l'abréviation d pour le penny britannique jusqu'en 1971, où 1 livre se divisant en 20 shillings eux-mêmes divisés en 12 pence (ou denarius), ce qui donnait un sous-multiple de 240 pence pour la nouvelle livre anglaise (ou 288 pfennies pour le denier fort encore en usage dans différents pays germaniques).
Depuis 1873 et l’introduction du système décimal dans tous les anciens pays germaniques récemment unifiés par la Prusse pour former l'Empire allemand, le nom germanisé Pfennig s'impose. Il vaut un centième de Mark, la nouvelle unité monétaire commune dont le Pfennig devient un sous-multiple (et qui le restera dans les différentes dénominations du mark allemand jusqu’au Deutsche Mark).
Depuis l'inflation du début des années 1920 et jusqu'à l'adoption de l'euro, les timbres-poste allemands ont porté une valeur faciale libellée en pfennig, même si elle était égale ou supérieure à un mark.
Cette unité monétaire a disparu en 2002 lors de l'introduction de l’euro.

## Symbole

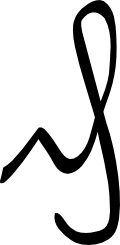
Symbole monétaire Unicode U+20B0

Avant 1945, la subdivision du Reichsmark, le pfennig, était souvent abrégée par le symbole monétaire  (Unicode U+20B0, soit 8368 en décimal), écriture stylisée de la lettre minuscule d (pour denarius).

## Divers
En Bosnie-Herzégovine, la marka ou mark convertible, monnaie inspiré du mark allemand, est divisée en feninga.